# Нижньобаканська
Нижньобаканська — станиця (раніше смт) в південній частині Кримського району на південному заході Краснодарського краю. Центр Нижньобаканського сільського поселення. Названа за місцем розташування — в нижній течії річки Баканки, наразі мілководної і пересихаючої.
Населення — 8,5 тис. мешканців (2002).

## Географія
Станиця розташована в ущелині річки Баканка (ущелина називається за ім'ям аварського хана Бакана, який розгромив там кабардинські війська)(утворююча Адагум), у гірсько-лісной зоні, за 10 км південно-західніше міста Кримськ, серед передгір'їв і средньовисотних гір Великого Кавказу. Завдовжки 10 км і 5 км завширшки. Залізнична станція Баканська на лінії Кримськ — Новоросійськ. Федеральна автотраса М-4.
Річки: Баканка, Барабашка, Темрючка. Озера: Колхозне, Лісове.
Корисні копалини: Вапняки, керамзитова глина, піщано-гравійні суміші.
Тваринний світ: у околицях станиці водяться: заєць-русак, лисиця, єнот уссурійський, шакал, вивірка, вовк, вепр тощо.
Рослинний світ: Листяний ліс, у якому зростають: дуб, граб, клен, осика, дика груша, дика яблуня інші. В лісах у великому розмаїтті чагарники: кизил, ліщина, калина, глід, шипшина, терен тощо.

## Історія
У 1859 на горі Кабзе було засновано козацький форт Баканський, у наказі № 332 по Кавказькій армії від 1 липня 1862 йдеться: «На річці Баканці у галявини Мезекашх затвердити найменування станиця Нижньобаканська». На той час населення станиці становило 286 осіб — переселенці зі станиць Новоджерелієвської, Кисляківської і Новокорсунської. Численні річечки і струмки вимагали більшої кількості мостів — в 1863 їх було 15.
Брак пасовищних земель та сіножатей вимагали зусиль для організації зимівлі худоби: його доводилося переганяти то до Ольгинского редуту, то до Кримської, що викликало падіння худоби, голодні зими і смерть людей, особливо часто помирали від голоду діти. У перші роки існування станиці частими були напади горців, які грабували і спалювали станицю, вбивали і вели в полон жителів.
У 1868 р. осавул Євсєєв першим в станиці почав вирощувати виноград. З'явилися перші пасіки і прижилося бджільництво.
До 1882 р. станиця розрослася настільки, що розташовувалась вже обох берегів річки, у ній було 75 дворів, 400 осіб, серед них турецькі пгромодяни греки, вирощуючи тютюн на общинних землях.
У 1888 через Нижньобаканськую пройшов перший поїзд Єкатеринодар — Новоросійськ, істотно змінив життя станиці (сьогодні це найбільша в краї товарна станція).
Статус Нижньобаканської змінювався кілька разів: в 1862—1871 — станиця, в 1871—1388 — селище, в 1888—1958 — станиця, з 1958 — робітниче селище, з 2001 — станиця.